# آلان كولنز (كاتب)
آلان كولنز (بالإنجليزية: Alan Collins)‏ (24 سبتمبر 1928، سيدني في أستراليا - 2008)؛ كاتب، شاعر وروائي أسترالي.